# Breisem
Breisem is een plaatsje in de Vlaams-Brabantse gemeente Tienen dat behoort bij de deelgemeente Kumtich.
Breisem ligt in de Haspengouw op een hoogte van 65 meter (kapel).

## Bezienswaardigheden
- De Sint-Corneliuskapel
- De Billighouthoeve, een 18e-eeuwse hoeve die tijdens het ancien regime toebehoorde aan de Abdij van Kornelimünster.

## Nabijgelegen kernen
Kumtich, Roosbeek, Kerkom